# تاتیانا فیرووا
تاتیانا فیرووا (روسی: Татьяна Павловна Фирова؛ زادهٔ ۱۰ اکتبر ۱۹۸۲) دونده اهل روسیه است.
وی در مسابقات کشوری و بین‌المللی در مجموع برندهٔ ۱ مدال طلا، ۱ مدال نقره شده‌است.